# Hoeksteen & Groenstrook
Hoeksteen & Groenstrook was een komedieserie van de Nederlandse educatieve omroep Teleac uit 1993, bedoeld als voorlichting van huishoudelijke aard.
Hoofdrolspelers waren de buren Dolf Hoeksteen (Michiel Romeyn) en Arie Groenstrook (John Buijsman). Gastrollen werden gespeeld door Ko van den Bosch, Tatjana Šimić, Patrick Stoof, Martijn Ebbinge, Loes Vos en Olga Zuiderhoek
De serie, spelend in een stripboek-achtige huiskamer, werd bedacht, geschreven en geregisseerd door Hans Claessen, Gerrit de Jager en Theo Uittenbogaard. In deze twaalfdelige serie, die abusievelijk (als cursus) onder de afschrikwekkende titel Consument & Milieu in de programmabladen werd aangekondigd en daardoor, en tevens door de uitzendtijd van rond middernacht, een te verwaarlozen aantal kijkers trok, vallen twee naaste buren elkaar voortdurend lastig over kwesties van huishoudelijke en klusjesachtige aard, waarbij Groenstrook de milieubewuste betweter is en Hoeksteen de onverbeterlijke, 'milieubewusteloze' consument.

## Spin-off
De twee ruziënde 'buurmannen' uit de, destijds (1995-1999) frequent uitgezonden  Gamma-reclamespotjes zijn directe afstammelingen, zo niet klonen van de buren Hoeksteen en Groenstrook. Sterker nog; één buurman werd door dezelfde Buijsman gespeeld.

## Cult en crew
De serie kreeg bij kenners van montage- en digitale techniek destijds een cultstatus, omdat de manipulatie van losse en bewegende beelden-in-stripvorm voor televisie, daarvóór nog nooit vertoond was. Editor Bart van Oorschot werkte er vier maanden aan.
Tekst: Gerrit de Jager, Theo Uittenbogaard
Vormgeving, tekeningen en belettering: Gerrit de Jager
Regie: Theo Uittenbogaard
Producer voor Teleac: Hans Claessen
Project coördinator Teleac: Jan van Holsteijn
Camera: Hans Essenberg, Andras Hamelberg
Geluid: Wouter Hasebos Licht: Ben Haverkort, Victor de Vries
Toneel en props: Edward Hopman, André Wolters, Joris van Praag, Selmar de Jager
Schilderijen: Franka van der Loo, Albert Blitz, Aart Clerckx
Make-up: Barbara Kramer
Kleding: Amsterdam Fashion Center
Produktie-assistentie: Tatja Claessen, Floris Keizer, Heleen Veenstra,
Muziek: Ronnie Ronalde (titelsong "Bird Song At Eventide"), Leo Anemaet (muziek- geluidseffecten)
Editor: Bart van Oorschot

## Afleveringen
- 1.  Piepschuim over overbodige verpakkingen
- 2.  Kortsluiting over de overmaat aan huishoudelijke elektrische apparatuur
- 3.  Luctor et Emergo over waterbesparing
- 4.  Schuim  over chemisch afval
- 5.  Wat doet u nu ? (met Tatjana Šimić) over huishoudelijke enquêtes
- 6.  Stank  over zelf energie opwekken
- 7.  Sluipwespen  over bestrijdingsmiddelen
- 8.  Zachte Muizen over alternatieve bestrijdingsmiddelen
- 9.  De Varkenskop  over biologisch voedsel
- 10. Pur & Uf (met Patrick Stoof) over verantwoord klussen in huis
- 11. Vakantie ! over verantwoord reizen
- 12. De Afrekening  over de kosten